# Turistická značená trasa 1432
 Turistická značená trasa 1432 je 7,2 km dlouhá modře značená turistická trasa Klubu českých turistů spojující Babskou skálu s Chotětínem.

## Průběh trasy
Trasa začíná u rozcestníku Pod Babskou skalou, kde odbočuje od zeleně značené turistické trasy č. 3634. Cesta pokračuje k odbočce na Babskou skálu (564 m n. m.). V části lesa, zvaném Mokřínky, trasa opouští přírodní park Radeč a stáčí se pod vrch Bašovka (509 m n. m.), odkud vede polem k obci Sebečice. V osade zvané pod Leštinou, trasa vstupuje opět do přírodního parku Radeč. Stezka pokračuje pod vrchem Jezevky (545 m n. m.) do obce Chotětín, kde navazuje na červeně značenou turistickou trasu č. 0209 a končí.